# Мельников, Андрей Иосифович
Андрей Иосифович Мельников (1914—1943) — капитан Рабоче-крестьянской Красной Армии, участник Великой Отечественной войны, Герой Советского Союза (1943).

## Биография
Андрей Мельников родился в 1914 году в деревне Колбово (ныне — Кировский район Могилёвской области Белоруссии). Окончил педагогический институт в 1939 году. До призыва в армию работал учителем в деревенской школе. В 1939 году Мельников был призван на службу в Рабоче-крестьянскую Красную Армию. Член ВКП(б) с 1940 года. Окончил Харьковское военно-политическое училище в 1941 году. С июня 1941 года — на фронтах Великой Отечественной войны. Занимал должность военкома 50-го полевого хлебозавода. С сентября 1941 года ― секретарь политотдела 13 армии. В марте 1942 года получил назначение на должность военкома дивизиона 425-го артиллерийского полка. К сентябрю 1943 года капитан Андрей Мельников был заместителем по политчасти командира дивизиона 425-го артиллерийского полка 132-й стрелковой дивизии 60-й армии Центрального фронта. Отличился во время освобождения Черниговской области Украинской ССР и битвы за Днепр.
8 сентября 1943 года Мельников в критический момент боя в районе Бахмача заменил собой командира батареи и успешно руководил ей. В том бою артиллеристы батареи уничтожили 2 танка, 1 штурмовое орудие и около 2 рот противника. 26 сентября 1943 года Мельников вместе с передовой группой переправился через Днепр в районе села Страхолесье Чернобыльского района Киевской области Украинской ССР и принял активное участие в разведке вражеской обороны, захвате и удержании плацдарма на западном берегу реки.
Указом Президиума Верховного Совета СССР от 17 октября 1943 года капитан Андрей Мельников был удостоен высокого звания Героя Советского Союза. Орден Ленина и медаль «Золотая Звезда» он получить не успел, так как погиб в бою 28 октября 1943 года.
Был также награждён орденами Красного Знамени и Отечественной войны 1-й степени, рядом медалей.
В честь Мельникова названа улица в Кировске.